# Ortogneiss

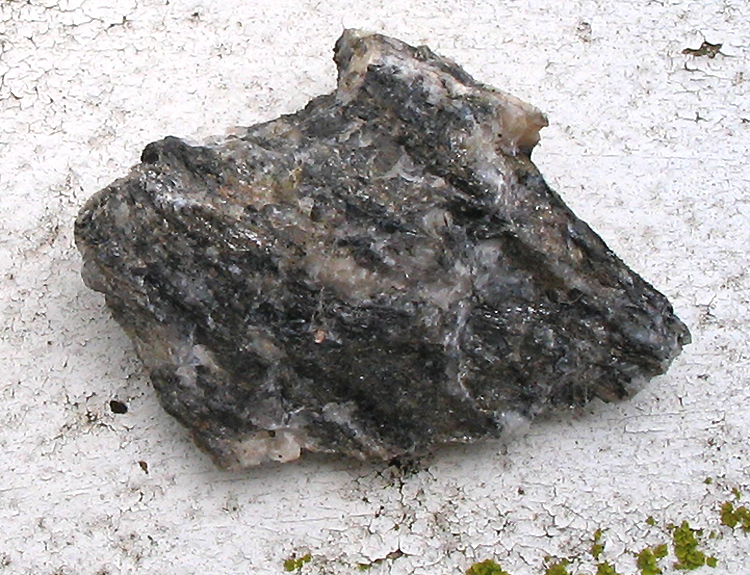
Ortogneiss de Mervent milonititzat.

Un ortogneis és una roca metamòrfica d'origen magmàtic. Algunes de les roques més antigues de la Terra són ortogneiss. L'ortogneiss és un tipus de gneiss; es diferencia del paragneiss perquè aquest últim és d'origen sedimentari.
El nom ortogneiss prové de la fusió del mot grec ὀρθός (orthós) que vol dir dret o directe en grec, i del mot alemany gneiss, paraula utilitzada pels miners medievals saxons per a denominar un tipus de roca cristal·lina.

## Distribució geogràfica
Els ortogneiss es troben en tots els continents, tot i que la seva distribució està lligada a terrenys metamòrfics del sòcol cristal·lí. Els ortogneiss àcids provenen del metamorfisme de granits o riolites, mentre que els ortogneiss bàsics solen provenir de basalts.

## Aparença
Els ortogneiss són gairebé identics als paragneiss pel que fa a la textura; normalment es diferencien mitjançant anàlisis químiques. Solen presentar foliació negra o blanca, sovint produïda per la disposició de les miques o feldespats blancs cristal·litzats en els plans d'esquistositat. Els ortogneiss solen estar formats per feldespats, miques i quars junt amb altres minerals accessoris.